# Codex Porphyrianus
Il Codex Porphyrianus (numerazione di Gregory-Aland: Papr o 025; numerazione von Soden: α 3) è un manoscritto onciale del Nuovo Testamento in lingua greca, datato paleograficamente al IX secolo È conservato alla Biblioteca nazionale russa di San Pietroburgo, manoscritto numero Gr. 225.
Contenuto
Atti 1:1-2:13; Romans 2:16-3:4; 8:32-9:10; 11:23-12:1; 1 Cor. 7:15-17; 12:23-13:5; 14:23-39; 2 Cor. 2:13-16; Col. 3:16-4:8; 1 Thes. 3:5-4:17; 1 John 3:20-5:1; Jude 4-15; Rev. 16:12-17:1; 19:21-20:9; 22:6-end.

## Testo
Il codice è composto da 327 fogli di pergamena di 16x13 cm, scritti su una colonna per pagina, 24 linee per colonna. Ha errori di itacismo. Le lettere οι αι e ε, η, ει e ι, ο e ω, e talvolta οι confondono e υ.
Il codice contiene il testo degli Atti degli Apostoli, delle lettere cattoliche delle lettere di Paolo, e dell'Apocalisse, con numerose lacune.
Il testo greco del codice è rappresentativo del tipo testuale bizantino. con alcune lezioni non bizantine. Si tratta di uno dei primi manoscritti completamente bizantini. Kurt Aland lo collocò nella categoria V.

## Storia
Il manoscritto appartenne all'Archimandrita Porphyrio e da ciò ne deriva il nome con cui è conosciuto; fu esaminato e collazionato da Konstantin von Tischendorf.
Il manoscritto è conservato alla Biblioteca nazionale russa di San Pietroburgo (Gr. 225).